# Nicolette van Dam
Nicolette Helena Elizabeth van Dam (Amsterdam, 14 augustus 1984) is een Nederlands actrice en televisiepresentatrice.

## Levensloop
Van Dam volgde in Amstelveen de havo op het Keizer Karel College. Daarna studeerde ze enige tijd hbo communicatie en marketing, een opleiding die ze niet voltooide. Hierna ging ze workshops presenteren en acteerlessen volgen.

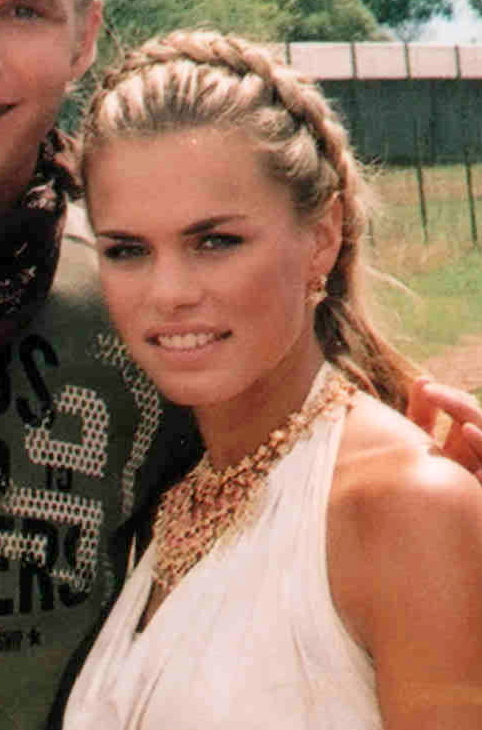
Nicolette van Dam als Bionda in ZOOP in Afrika

### Carrière
In 2004 kreeg Van Dam de rol van Bionda in ZOOP, een serie die werd opgenomen in Ouwehands Dierenpark. Ook speelde ze mee in de drie bioscoopfilms die van de serie werden afgeleid: Zoop in Afrika (2005) Zoop in India (2006) en Zoop in Zuid-Amerika (2007). Voor haar rol in Zoop in India werd ze genomineerd voor een Gouden Kalf. Ook zong ze de titelsong "Jadoo Jadoo". Voor haar rol in Zoop in Zuid-Amerika werd ze in 2007 genomineerd voor een Gouden Ui als slechtste actrice. In juli 2023 kwam ze met de oud-hoofdrolspelers na bijna twintig jaar weer bij elkaar in de televisiespecial ZOOP: De Reünie.
Van Dam speelde verder een gastrol in de politieserie Van Speijk en presenteerde voor MTV, samen met Leon van der Zanden, het televisieprogramma Pimp My Room. Samen met Jamai Loman presenteerde ze elke zondag het ochtendprogramma Jetix Max bij Jetix. Daarnaast speelde ze de rol van Lisa in de bioscoopfilm Plop in de stad, deed ze nasynchronisatie voor Ice Age 2: The Meltdown, speelde ze een lijk in Baantjer en had ze een van de hoofdrollen in de serie Voetbalvrouwen op Talpa. Vanaf 30 juni 2008 presenteerde Van Dam het RTL 4-programma De Bloemenstal, samen met Winston Gerschtanowitz. Ze presenteerde daarnaast Ik wed dat ik het kan!, Achmea Kennisquiz J/M en WieKent Nederland. In 2010 presenteerde Van Dam het programma My Name Is Michael en als vervolg hierop in 2011 en 2012 My Name Is..., beide voor RTL 4 en VTM. Vanaf 2011 presenteerde zij tevens voor RTL 4 het programma Help, ons kind is te dik. Vanaf het najaar van 2011 bracht Van Dam TV Woonmagazine terug, onder de titel RTL Woonmagazine. Dit presenteerde zij tot en met het najaar van 2015 en daarmee verloor ze haar laatste klus bij RTL 4.
In het najaar van 2016 presenteerde Van Dam samen met Tim Douwsma het programma The Next Boy/Girl Band bij SBS6.
Op 13 juli 2017 werd bekend dat Van Dam een tweejarig contract bij SBS Broadcasting had getekend. Haar eerste klus werd het tweede seizoen van Kitchen Impossible voor Net5, dat in het najaar van 2017 werd uitgezonden. 
In september 2019 werd bekend dat Van Dam niet langer exclusief zou werken voor SBS Broadcasting en verder ging als freelancer.
In 2020 deed Van Dam mee aan het RTL 4-programma The Masked Singer waarin zij te zien was als de Panter. Ze behaalde de finale en eindigde op de vierde plek.

### UNICEF
In juni 2014 trok Van Dam zich terug als goodwill-ambassadrice voor UNICEF, nadat door een bewerkte foto die zij op Twitter publiceerde, grote commotie was ontstaan in Colombia. De bewerkte foto suggereerde dat twee van de bekendste Colombiaanse voetballers, Radamel Falcao en James Rodríguez, cocaïne snoven tijdens een wedstrijd in het kader van het wereldkampioenschap voetbal 2014. De Colombiaanse regering verlangde dat UNICEF haar ontsloeg en nodigde de Nederlandse ambassadeur in Colombia en de vertegenwoordiger van UNICEF in dat land uit voor een gesprek. De kwestie werd wereldnieuws. Van Dam bood haar excuses aan en UNICEF liet weten die te accepteren. De kritiek uit Colombia bleef aanhouden en Van Dam legde haar taken als goodwill-ambassadrice neer. UNICEF gaf aan dat haar positie onhoudbaar was geworden.

### Privé
In juli 2015 trad Van Dam in het huwelijk. Samen met haar man Bas Smit, met wie ze sinds 2007 samen is, heeft ze twee dochters.

## Filmografie

### Film
- Picture This!: Jony (2004)
- Zoop in Afrika: Bionda Kroonenberg (2005)
- Deuce Bigalow: European Gigolo: Spa Attendant (2005)
- Zoop in India: Bionda Kroonenberg (2006)
- Ice Age 2: The Meltdown: nasynchronisatie (2006)
- Plop in de stad: Lisa (2006)
- Zoop in Zuid-Amerika: Bionda Kroonenberg (2007)
- Alvin and the Chipmunks: nasynchronisatie van Claire (2008)
- Totally Spies!: nasynchronisatie van Mandy (2009)
- Het Huis Anubis en de terugkeer van Sibuna: Belona (2010)
- De Club van Sinterklaas & de Pietenschool: Moeder van Lucas (2013)
- Assepoester: Een Modern Sprookje: Debby Akkermans (2014)
- Kankerlijers: Zuster Esmee (2014)
- Finding Dory: Lot (2016)
- Roodkapje: Een Modern Sprookje (2017)
- K3 Love Cruise: Mevrouw Visschers (2017)
- F*ck de Liefde: Donna (2019)
- Juf Braaksel en de magische ring: Juf Brakel (2023)
- De jackpot: Samantha (2024)
- Juf Braaksel en de geniale ontsnapping: Juf Brakel (2024)

### Televisie
- Acteren
  - Hoofdrollen
    - ZOOP: Bionda Kroonenberg (2004-2006)
    - Voetbalvrouwen: Solange de Reuver #1 (2007-2009)

  - Gastrollen
    - Baantjer: Juliëtte Kuijpers (2005)
    - Van Speijk: Nicky Helmers (2006)
    - Flikken Maastricht: Marieke Bouwman (2007)
    - De TV Show op reis: interview met Eros Ramazotti
- Presentatie
  - Jetix (2004-2008):
    - Kids' Choice Awards 2004: presentatrice Pre-show (2004)
    - Pimp My Room (2005-2006)
    - Jetix Max: Samen met Jamai Loman (2006-2007)
    - Jetix Studio: samen met Joey van der Velden (2007-2008)

  - RTL 4 (2008-2015):
    - Ik wed dat ik het kan!: samen met Carlo Boszhard (2008-2009)
    - De Bloemenstal: samen met Winston Gerschtanowitz (2008)
    - Nederland Vertrekt (2008)
    - Achmea Kennisquiz J/M (2008-2009)
    - WieKent Nederland (2009)
    - Ik kom bij je eten (2009-2012)
    - De grote woonwens (2009)[8]
    - Het Club van Sinterklaas Feest: samen met Winston Gerschtanowitz (2009, eenmalig)
    - My Name Is Michael: samen met Koen Wauters (2010)
    - My Name Is...: samen met Francesca Vanthielen (2010) en Bram Van Deputte (2011)
    - Het Club van Sinterklaas Feest: samen met Frans Bauer (2010, eenmalig)
    - Help, ons kind is te dik (2011-2012)
    - RTL Woonmagazine (2011-2015)
    - Het Club van Sinterklaas Feest (2011, eenmalig)
    - Een Zaak van Bloemen: samen met Quinty Trustfull (2012)
    - Postcode Loterij Beat The Crowd: samen met Winston Gerschtanowitz (2014)
    - Miljoenenjacht: ter vervanging van Winston Gerschtanowitz (2014)
    - Door het Oog van de Naald (2015)[9]

  - RTL 8/RTL Telekids:
    - Boekenbakkers (2013)

  - NPO 1:
    - Sprekend Nederland: samen met Rik van de Westelaken (2016, eenmalig)

  - SBS6 (2016-2019):
    - The Next Boy/Girl Band: samen met Tim Douwsma (2016)
    - Dance As One (2018)
    - Klinkt Smakelijk (2019)

  - Net5 (2017-2019):
    - Kitchen Impossible (2017)
    - Veel Liefs Uit Holland (2017)
    - VT Wonen Verbouwen of Verhuizen (2017)
    - Samenwonen: De Battle (2018-2019)
- Overig
  - Ik hou van Holland (kandidaat) (2008, 2010 en 2013)
  - Superster The Family Battle (jurylid) (2008)
  - Dancing with the Stars (kandidaat) (seizoen 4) Samen met Niels Didden (2009)
  - Let's Dance (kandidaat) samen met Dennis van der Geest (2009)
  - De TV Kantine (gastrol) (2009)
  - Wat vindt Nederland? (deelnemer) samen met Renate Verbaan en Froukje de Both (2009)
  - Wat vindt Nederland? (deelnemer) samen met Kim-Lian van der Meij en Jeroen van der Boom (2010)
  - Alles mag op vrijdag (kandidaat) (2015)
  - Talenten Zonder Centen (kandidaat) 2016
  - Zullen we een spelletje doen? (kandidaat) 2017
  - The Masked Singer (panter) (2020)
  - ZOOP: De Reünie (2023)

### Musical
- High School Musical (2009), Juf Darbus
- The Christmas Show (2015-2016), De Kerstfee [10][11]

## Discografie

### Singles
| Lied                                  | Verschijnen  | Album | Hitlijsten  | Hitlijsten  | Hitlijsten   | Hitlijsten   | Opmerkingen                   |
| Lied                                  | Verschijnen  | Album | NL (Top 40) | NL (Top 40) | NL (Top 100) | NL (Top 100) | Opmerkingen                   |
| Lied                                  | Verschijnen  | Album | Piek        | Weken       | Piek         | Weken        | Opmerkingen                   |
| ------------------------------------- | ------------ | ----- | ----------- | ----------- | ------------ | ------------ | ----------------------------- |
| Zoop in Afrika (Djeo Madjula)         | 27 juni 2005 | —     | 12          | 10          | 4            | 18           | met gehele ZOOP-cast          |
| Zoop in India (Magisch avontuur)      | 5 juni 2006  | —     | 30          | 4           | 9            | 16           | met gehele ZOOP-cast          |
| Jadoo Jadoo                           | 14 juli 2006 | —     | tip2        | —           | 23           | 10           | als het ZOOP-personage Bionda |
| Zoop in Zuid-Amerika (Baila Mi Tango) | juni 2007    | —     | —           | —           | 63           | 5            | met gehele ZOOP-cast          |

### Videoclips
- Te Blond - Veldhuis & Kemper
- Doe dit doe dat - Jim Bakkum

### Bestseller 60
| Boeken met noteringen in de Nederlandse Bestseller 60 | Jaar van verschijnen | Datum van binnenkomst | Hoogste positie | Aantal weken | Opmerkingen                  |
| ----------------------------------------------------- | -------------------- | --------------------- | --------------- | ------------ | ---------------------------- |
| Nederland heeft Alles                                 | 2021                 | 14-07-2021            | 1(1wk)          | 7            | in samenwerking met Bas Smit |
| Amsterdam heeft Alles                                 | 2022                 | 13-07-2021            | 2               | 1            | in samenwerking met Bas Smit |